# Кривуля (приток Боберки)
Кривуля (укр. Кривуля) — река в Стрыйском районе Львовской области, Украина. Левый приток реки Боберка (бассейн Днестра).
Длина 13 км, площадь бассейна 40,5 км². Русло слабоизвилистое, пойма во многих местах заболочена.
Кривуля берёт начало южнее сёла Бертышев. Течёт между холмами Ополья сначала преимущественно на юго-восток, далее на юг и юго-запад, в низовьях — на запад. Впадает в Боберку северо-западнее села Калиновка.